# Commandos civils

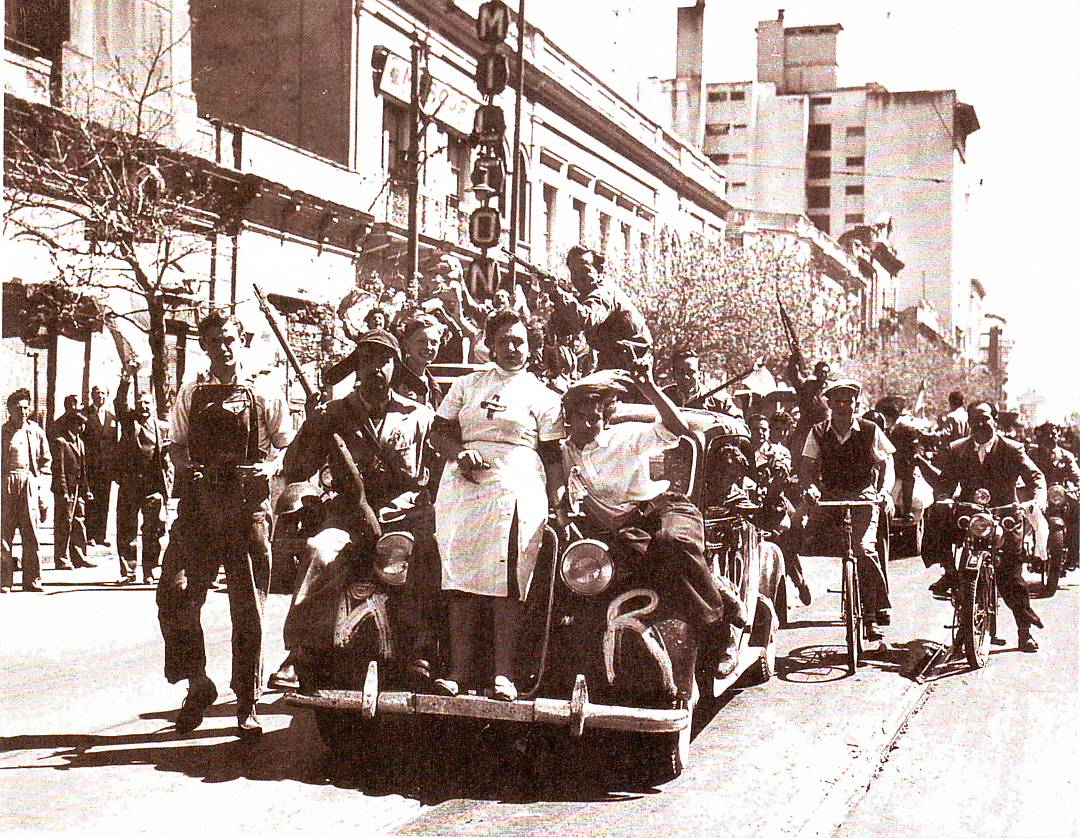
Civils armés fêtant la victoire du coup d’État de septembre 1955 dans les rues de Córdoba.

Les Commandos civils étaient des groupes de civils argentins armés qui luttèrent entre 1951 et 1955 contre le gouvernement constitutionnel de Juan Perón. En particulier, ils jouèrent un rôle important dans le coup d’État de septembre 1955 qui renversa Perón et fut le prélude à la dictature militaire autodénommée Révolution libératrice,,.
S’il y eut bien des participants civils à la tentative (avortée) de coup d’État du 16 juin 1955, tentative marquée notamment par un sanglant bombardement de la place de Mai, cette attaque fut presque exclusivement exécutée par des militaires, en l’espèce certaines fractions de la marine dirigées par les amiraux Benjamín Gargiulo et Samuel Toranzo Calderón, et avait pris par surprise les quelque deux mille militants civils qui agissaient aux côtés d’Eduardo Lonardi ; en revanche, ils auront un rôle important à jouer lors du coup d’État de septembre 1955, grâce à Clemente Villada Achával, originaire de Córdoba et beau-frère de Lonardi, qui s’était rendu à Buenos Aires pour coordonner son action avec Septimio Walsh.

« Ils n’étaient pas organisés comme la force armée, qui répond à un commandement ; c’étaient au contraire des cellules dispersées à travers toute la ville, nées principalement dans le milieu universitaire. »

— Marta Lonardi.

## Genèse

### Origine historique
Les Commandos civils tirent leur origine de la volonté, présente chez beaucoup d’opposants anti-péronistes, d’en finir violemment avec le gouvernement de Juan Perón, et ce par des activités conspiratrices, des coups d’État et des attentats terroristes. Cette volonté se traduisit notamment par le coup d’État du 28 septembre 1951, l’attentat du 15 avril 1953 sur la place de Mai (qui provoqua la mort de six manifestants péronistes et en blessa 90 autres), et le bombardement de la place de Mai de juin 1955 (lors duquel périrent 308 personnes officiellement identifiées, plus un nombre inconnu de victimes rendues méconnaissables par leurs mutilations, et furent blessées des centaines d’autres). 

« Tant par leurs origines que par leur militantisme de parti et leurs axes idéologiques, les commandos civils vont se signaler davantage par la différence que par la similitude, en plus de l’intention putschiste déjà soulignée. »

— Archivo Nacional de la Memoria.
À titre d’exemple, en 1954, au domicile de Miguel Ángel Álvarez Morales, une association d’étudiants universitaires fut fondée avec l’objectif d’organiser des activités subversives. Ces étudiants entrèrent ensuite en contact avec le capitaine à la retraite Walter Viader, qui pendant sa détention sur l’île Martín García s’était forgé un vaste réseau de relations et d’amitiés.

### Origines sectorielles et de parti
Les Archives nationales de la mémoire ont classé les commandos civils dans les principales catégories suivantes, en fonction de leur allégeance :
- Militants catholiques traditionalistes (appartenant notamment à l'Action catholique argentine), nationalistes catholiques de Buenos Aires ;
- Militants radicaux, des différentes mouvances internes (sabattinisme de Córdoba, radicaux unionistes) ;
- Militants socialistes (fractions d’Américo Ghioldi et de Francisco Pérez Leirós (es)) ;
- Militants du Parti démocrate chrétien (fractions de José Aguirre Cámara (es), Adolfo Vicchi (es) et Rodolfo Corominas Segura (es)).

Un autre groupe de civils, plus élitaire, se réunissait dans un appartement du quartier de La Isla, dans l’arrondissement de Recoleta à Buenos Aires, et se composait de Raúl Lamuraglia et de ses fils, d’Alberto Benegas Lynch (père), de Claudio Mejía, et d’autres. Ce groupe prit part, aux côtés du commando de Viader, aux actions de la tentative (avortée) de coup d’État du 16 juin 1955,,. 
Dans tous ces groupes prédominaient numériquement les militants catholiques sans affiliation à aucun parti politique.

## Actions

### Août et septembre 1955
À Buenos Aires, les différents groupes se fédérèrent en un Commando civil révolutionnaire, dirigé par Carlos Burundarena (es), Renato Bezançon, Darío Hermida, Adolfo Sánchez Zinny, le militaire à la retraite Eduardo García Puló, Francisco P. Olmedo, Raúl Puigbó et Eduardo Rodríguez,. Ce commando, qui comptera temporairement dans ses rangs le frère Septimio Walsh, coordonnait ses actions avec le Commando militaire révolutionnaire, dont faisaient partie les colonels Ossorio Arana, Eduardo Señorans, le major Guevara, ainsi que d’autres officiers. L’UCR avait convoqué ses adhérents à une réunion publique pour le 16 septembre à la Casa Radical, où des armes furent distribuées par comités et par paroisses. Les Commandos civils ultracatholiques, appelés « colombes » (palomas) appelèrent à l’action armée. Auparavant, ils avaient négocié l’obtention d’un crédit de la part de la Société rurale pour financer des activités de déstabilisation, telles que sabotages du réseau électrique et des câbles de l’entreprise de téléphone Entel, tirs sur les roues des voitures de pompiers et des ambulances etc. Quelques jours plus tôt, des représentants de l’UCR et des Commandos civils s’étaient rendus en Uruguay pour s’entretenir avec Emilio Eduardo Massera, Horacio Mayorga, Oscar Montes et Osvaldo Cacciatore. Parmi les membres de ce groupe figuraient Gregorio Ramírez, Roque Carranza, Roberto Astiz, Manuel Teodoro Cearrás, Manuel Rawson Paz et son cousin Franklin Dellepiane Rawson, Eduardo Martínez Zemborain, Aníbal Beruti, etc. Les réunions se tenaient dans le logis d’Álvarez Morales, au bureau de Rodolfo van Gelderen, ou dans le studio du docteur Gregorio Topolevsky. Ce groupe, qui n’utilisait pas encore pour se désigner le terme de Commando civil, étudiait les transmissions de l’armée afin de les perturber dans l’éventualité d’un soulèvement, et entretenait des contacts avec des politiciens radicaux comme Arturo Frondizi. Quand Roque Carranza le rejoignit, l’on se mit aussi à fabriquer des explosifs. Au milieu de 1955, le groupe renforça encore ses effectifs par l’arrivée de Siro de Martini, Euclides Ventura Cardozo, Alfonso de Laferrère et Martín Michel Torino. 
Ce nonobstant, les Commandos civils de Buenos Aires n’auront le 16 juin qu’un rôle secondaire à tenir, leurs exploits se limitant en effet à la prise d’une antenne de radio, épisode relaté par Florencio Arnaudo dans son livre Operación Rosa Negra, et l’éphémère occupation d’une station de radio portègne ; ceux de ses membres qui devaient faire mouvement sur la Casa Rosada, dans le sillage du bombardement de celle-ci par l’aéronavale, avaient cependant abandonné leurs postes quand l’opération se fut fait attendre ; d’autres, censés défendre les églises au cas où elles seraient attaquées, s’étaient déjà retirés au moment où ces attaques eurent effectivement lieu.
Dans la province de Córdoba au contraire, des attentats à la bombe et des incendies criminels se succédèrent depuis la mi-juillet jusqu’à août, prenant pour cibles six centres de quartier péronistes (unidades básicas), le siège de l’Union des étudiants du secondaire (UES) et de la Confédération générale universitaire, et un buste d’Eva Perón à Unquillo. Dans cette province, deux groupes de radicaux étaient actifs : l’un placé sous le commandement de Yadarola et Rodolfo Amuchástegui, l’autre dirigé par Eduardo Galmond et Santiago del Castillo. Parallèlement, les secteurs conservateurs catholiques fondaient leurs propres groupes de combat, qui plus tard joueront un rôle de premier plan lors des combats de rue qui firent rage dans la capitale provinciale à la suite du coup d’État de septembre. Leurs principaux cadres dirigeants étaient les docteurs Luis Torres Fotheringham, Tristán Castellano, Guillermo Saravia, Damián Fernández Astrada, Lisardo Novillo Saravia (fils), et les ingénieurs Fernández Padilla, Guillermo Castellano et Calixto de la Torre. Chaque commando était organisé autour d’un noyau de dix chefs, et chacun de ceux-ci dirigeait dix militants. Ils constituaient des groupes d’appui, composés de civils, comme leur nom l’indique, mais liés aux Forces armées à travers l’un ou l’autre de leurs membres.

### OpérationRosa Negra
Le 16 septembre 1955, à 00h.00, à l’École d’artillerie de Córdoba, le général Eduardo Lonardi entra en rébellion contre le gouvernement légal de Juan Perón, déclenchant ainsi la Révolution libératrice. Le même jour, à 1h.15 du matin, les Commandos civils portègnes mirent hors service plusieurs radios de Buenos Aires pour empêcher la diffusion des informations gouvernementales et contribuer à la déstabilisation. L’opération  était sous la conduite de Raúl Puigbó, qui en référait à Adolfo Sánchez Zinny ; la répartition des tâches, en exécution du plan de l’ingénieur Carlos Burundarena, était comme suit :
- Eduardo Ayerza et ses compagnons devaient se charger de mettre hors service les installations de la radio d’État[27] ;
- Guillermo Demharter avait mission de faire de même avec celles de Radio Belgrano et de Radio Mitre. Les jeunes participants à cette mission allaient plus tard fonder une organisation terroriste sous le nom de Mouvement nationaliste Tacuara[28] ;
- Florencio José Arnaudo devait saboter les équipements de Radio Antártida, Radio Porteña et Radio del Pueblo[27] ;
- Carrillo ceux de Radio Rivadavia[27] ;
- Ortuño enfin, ceux de Radio El Mundo[27].

Chaque groupe comptait 15 personnes ; celui d’Arnaudo se composait de : Humberto Podetti, Jorge Rodríguez Mancini, Isidoro Lafuente, Pepe Balbín, Pedro Crear, Marco Aurelio Rodríguez, Felipe Solari, Julio E. Álvarez, Enrique Hillegass et quatre autres.
À Córdoba, les civils armés, dirigés par le général Dalmiro Videla Balaguer, furent à l’avant-garde des opérations putschistes de septembre 1955. Beaucoup de ces groupes étaient placés sous le commandement d’un militaire de carrière, les militaires du reste prenant de grandes précautions, compte tenu de l’inexpérience de leurs subordonnés civils :

« J’avais une peur panique des commandos civils : je ne savais pas qui ils étaient, ni comment ils se comporteraient au combat. »

— Premier-lieutenant Bravo Moyano.
Rien qu’à Córdoba, ces commandos causeront la mort de 27 personnes au cours des trois jours précédant le 16 septembre 1955, pour la plupart des civils péronistes qui s’étaient manifestés en faveur du maintien de l’ordre constitutionnel.
Après la victoire du coup d’État, monseigneur Lafitte célébra un Te Deum et organisa pour fêter l’instauration du régime militaire un dîner dans le palais archiépiscopal, lors duquel les chefs des Commandos civils furent acclamés et offrirent à Lafitte des objets d’or et d’argent du XVIIe siècle dérobés dans le cabildo de Córdoba après que celui-ci eut été pris d’assaut par les insurgés.

### Postérieurement à la révolution de 1955
L’un des principaux représentants des Commandos civils, Marta Ezcurra, fondatrice en 1931 de l’Action catholique de la jeunesse, ordonna le 23 décembre 1955, sur ordre d’Aramburu, l’occupation militaire de toutes les Écoles-foyers (Escuela Hogar) de la Fondation Eva Perón ; à cet effet, elle avait convoqué les membres des Commandos civils liés à l’Action catholique argentine, et fit brûler des monceaux de couvertures, de draps de lit, d’oreillers, de médicaments etc. En outre, le retrait immédiat fut ordonné de tous les enfants logés à la Clinique de convalescence (Clínica de Recuperación), et le 27 décembre fut décidée la confiscation de l’ensemble du mobilier des hôpitaux, foyers pour enfants, foyers-écoles et foyers de transit, dont quantité de meubles se retrouveront dans les maisons de membres des Commandos civils. Sur demande du colonel Ernesto Alfredo Rottger, il sera ordonné d’expulser à la rue tous les étudiants de la Cité estudiantine Presidente Juan Perón, où, après le succès du coup d’État, sera installé le quartier général des Commandos civils.

## Sources
- Florencio José Arnaudo, El año en que quemaron las iglesias, 2e édition, éd. Pleamar.
- Patricio Downes, La noche en que quemaron las iglesias, article dans le quotidien Clarín du 2 septembre 2001.
- Isidoro Ruiz Moreno, La revolución del 55, 4e édition, Editorial Claridad, Buenos Aires 2013.  (ISBN 978-950-620-336-8)